# Суспільне Житомир
«Суспільне Житомир» (Філія АТ «НСТУ» «Житомирська регіональна дирекція») — українська регіональна суспільна телерадіокомпанія, філія Національної суспільної телерадіокомпанії України, до якої входять однойменний телеканал, радіоканал «Українське радіо Житомир» та діджитал-платформи, які мовлять на території Житомирської області.

## Загальні дані
Житомирська філія АТ НСТУ розташована в середмісті Житомира за адресою: вул. Театральна, буд. 7, м. Житомир — 10014, Україна.
Головний офіс компанії розміщений у будівлі колишнього обласного будинку політосвіти.
- Менеджер філії — Артур Самарцев.
- Продюсерка філії — Таміла Бутко.

## Історія

Житомирська обласна державна телерадіокомпанія

Перший радіовузол (станція проводового мовлення) почав діяти при Житомирській телефонно-телеграфній станції ще 1926 року. На початку 1930-х років при радіовузлі було створено і місцеве радіомовлення. Функції сучасної радіокомпанії здійснював у ті часи уповноважений Київського обласного комітету з радіомовлення та радіофікації при Житомирській міській раді, адже по ліквідації окружної системи 1930 року Житомир входив до складу Київської області як місто обласного підпорядкування. 1936 року округ було відновлено, створено окружний радіомовний комітет, реорганізований у вересні 1937 року в обласний.
У 1930-х роках Житомирське радіо транслювало переважно передачі центральних радіостанцій — Московської ім. Комінтерну та Харківської ім. Косіора, а трансляція місцевих передач займала в ефірі від пів- до півтори години — здебільшого новини місцевого життя і музика (радіовузол у той час мав свій власний оркестр). Водночас житомирські передачі транслювалися на Київську радіостанцію, а звідти виходили на всю Україну, а в Житомирі, відповідно, приймали передачі сусідніх радіостанцій, зокрема — Вінницької.
За наказом Голови Держтелерадіо України про розвиток регіонального телебачення (1990) вже наступного (1991) року було створено обласний телецентр у Житомирській області. 4 грудня 1992 року Житомирський обласний комітет з телебачення і радіомовлення (прямий попередник Житомирської обласної державної телерадіокомпанії) розпочав трансляцію власних телевізійних програм. Власне Житомирську ОДТРК було створено згідно з Указом Президента України Леоніда Кучми «Про вдосконалення системи управління державним телебаченням і радіомовленням України» від 3 січня 1995 року.
Важливим етапом розвитку компанії став вихід в ефір радіостанції «Житомирська хвиля» — її передачі транслюються на частоті 103,4 МГц, і за порівняно короткий час їхній обсяг сягнув цілодобового мовлення.
У 2-й половині 1990-х — 2000-х роках Житомирське обласне телебачення активно оновлювало свою технічну базу; так само і на обласному радіо здійснено модернізацію технічного обладнання — на сучасну цифрову техніку.
З 2017 року телерадіокомпанія є філією українського Суспільного мовлення — Національної суспільної телерадіокомпанії України.
6 червня 2018 року філія отримала назву «UA: Житомир», замість «Житомир».
23 травня 2022 року у зв'язку з оновленням дизайн-системи брендів НСТУ телерадіокомпанія змінила назву на «Суспільне Житомир».
З 20 листопада по 18 грудня 2022 року телеканал філії транслював Чемпіонат світу з футболу 2022.
Основний орієнтир роботи колективу установи — широке й об'єктивне висвітлення й аналіз всіх сторін життя Житомира та області, країни та світу.

## Телебачення
«Суспільне Житомир» — український регіональний суспільний телеканал, який мовить на території Житомирської області.

### Наповнення етеру
Етерне наповнення мовника — інформаційні, соціально-публіцистичні та культурно-мистецькі програми виробництва творчих об'єднань НСТУ та «Суспільне Житомир».

#### Програми
- «Суспільне. Студія»
- «Суспільне Новини»
- «Суспільне Спорт»
- «Тиждень. Житомир»

## Архівні програми
- «Суспільне. Спротив»
- «Ранок на Суспільному»
- «Новини»
- «Сьогодні. Головне»
- «Виборчий округ»
- «#Звіти_наживо»

### Мовлення
Передача цифрового мовлення телеканалу відбувається в мультиплексі MX-5 (DVB-T2) у форматі 1080i 16:9 (HDTV). Трансляція мовника також доступна на сайті «Суспільне Житомир» в розділі «Онлайн».

## Радіо
У Житомирській області НСТУ мовить на радіоканалі «Українське радіо Житомир».

### Наповнення етеру

#### Програми
- «РадіоДень»
- «На часі»

### Мовлення
- Бердичів — 107,1 МГц
- Житомир — 103,4 МГц
- Звягель — 89,3 МГц
- Овруч — 104,2 МГц
- Олевськ — 100,2 МГц
- Попільня — 89,9 МГц

## Діджитал
У діджиталі телерадіокомпанія «Суспільне Житомир» представлена вебсайтом та сторінками у Facebook, Instagram, YouTube та Telegram. Крім того, на сайті «Суспільне Новини» є розділ про новини Житомирщини.

## Логотипи
Телерадіокомпанія змінила 2 логотипи. Нинішній — 3-й за рахунком.
| Логотип | Опис                                           |
| ------- | ---------------------------------------------- |
|         | Логотип до 5 червня 2018 року                  |
|         | Логотип з 6 червня 2018 до 22 травня 2022 року |
|         | Логотип з 23 травня 2022 року дотепер          |

### Хронологія назв
| Дата      | Назва               |
| --------- | ------------------- |
| 2018      | «Житомир»           |
| 2018—2022 | «UA: Житомир»       |
| з 2022    | «Суспільне Житомир» |